# 10000 (număr)
10000 (zece mii) este numărul natural care urmează după 9999 și precede pe 10001 într-un șir crescător de numere naturale.

## Denumiri
Multe limbi au o denumire specifică pentru acest număr: în greaca veche era μύριοι, rădăcina etimologică pentru expresiile în engleză myriad, franceză myriade și română miriadă, în aramaică ܪܒܘܬܐ, în ebraică רבבה [revava], în chineză 萬/万 (mandarină wàn, cantoneză maan6, hokkien bān), în japoneză 万/萬 [man], în khmeră ម៉ឺន [meun], în coreeană 만/萬 [man], în rusă тьма [t'ma], în vietnameză vạn, în thai หมื่น [meun], în malaeză പതിനായിരം [patinayiram], și în malgașă alina. În multe din aceste limbi (inclusiv în română), adesea expresia are sensul de număr foarte mare, dar neprecizat.
Prefixul miria- a fost folosit în primele versiuni ale Sistemului Internațional ca prefix zecimal care nu face parte din SI.

## În matematică
10000:
- În notația științifică este scris ca 104.
- În notația exponențială este scris ca 1.E+4.

- Este un număr par.[4][5]
- Este un număr compus.[6]
- Este un număr abundent.[7][8]
- Este un număr odios.[9][10]
- Este un număr rotund.[11][12]
- Este o putere a lui 10[13] (10000 = 104).
- Este un pătrat (10000 = 1002).
- Este un număr tesseractic[14] (10000 = 104).
- Este un număr palindromic[15] în sistemele de numerație 23 (IKI23) și 9999 (119999).
- Un miriagon este un poligon cu 10000 de laturi.

## În știință

### În astronomie
- 10000 Myriostos este un asteroid din centura principală.

### În geografie
- Ten Thousand Islands National Wildlife Refuge (în română Refugiul Național pentru Fauna Sălbatică „Zece Mii de Insule”) este situat la vest de Parcul Național Everglades în Florida.[16]
- Valley of Ten Thousand Smokes (în română Valea celor zece mii de fumegări) este o vale în Parcul Național și Rezervația Katmai din Alaska.
- „Țara celor 10000 de lacuri” este o expresie pentru statul Minnesota.

### În fizică
- Miria- (în engleză myria- și myrio-[17][18][19]) este un prefix SI învechit și abandonat, care indica un factor de 10+4, „zece mii”.
- 10000 Hz sau 10 kHz este o frecvență radio din gama undelor foarte lungi, având o lungime de undă de c. 30 km.
- 10000 km/s este ordinul de mărime al vitezei neutronilor rapizi.
- În acustică, 10000 Hz sau 10 kHz este un semnal cu o lungime de undă în condiții standard (1 atm, 15 °C) de c. 34 mm.
- În muzică, un sunet de 10 kHz este nota Re din octava a 9-a, cu un ton și o octavă mai sus decât ultima notă a pianului.

## În alte domenii
10000 se poate referi la:
- Cei Zece Mii de mercenari al căror marș asupra lui Artaxerxes al II-lea a fost descris de Xenofon în Anabasis.
- Nemuritorii, cei 10000 de luptători de elită din forțele Imperiului Ahemenid, care au luptat și la Termopile.
- Clock of the Long Now, un ceas mecanic destinat să poată fi folosit 10000 de ani.
- 10000-processor Linux computer, un mainframe construit de NASA (având de fapt 10240 de procesoare), numit Columbia⁠(d).[20][21]
- Cursele de 10000 m în atletism, schi sau ciclism.